# 时滞错觉
时滯错觉（Chronostasis）或時間凍結是一种时间错觉，在接受一个新的事件或者任务后大脑似乎会觉得时间变长。比如在扫视后下一个刺激的时间似乎变长。这个错觉可以延长到500毫秒。这个现象符合在感受之前视觉系统就已经在预视下一个事件了。

## 钟停错觉

钟停错觉的解說.

这个错觉最著名的实验是所谓的“钟停错觉”。在快速扫视一面时钟后时钟的秒针指针的下一次运动似乎要等很长时间后才发生（一个人会觉得好像秒针指针冻结了一样）。

## 視覺以外
不光视觉会产生钟停错觉，听觉和触觉也会导致钟停错觉。一个常见例子是打电话：比如在聽电话铃响时，打电话的人把电话从一个耳朵转到另一个，铃声的长度似乎会变长。在触觉方面，试验者抓住一个新物件时会觉得他们的手触摸到物件的时间比实际长。在其它试验裡试验者用开关开灯他们会觉得灯在开关开之前就亮了。